# STS–37
Az STS–37 jelű küldetés az amerikai űrrepülőgép-program 39., az Atlantis űrrepülőgép 8. repülése.

## Küldetés
Elsődleges feladat a Compton űrtávcsövet – Compton Gamma Ray Observatory (CGRO), az amerikai Nagy obszervatóriumok sorozat második tagjának pályairányba állítása.

## Jellemzői
A beépített kanadai Canadarm (RMS) manipulátor kart 50 méter kinyúlást biztosított (műholdak indítás/elfogása, külső munkák [kutatás, szerelések], hővédőpajzs külső ellenőrzése) a műszaki szolgálat teljesítéséhez.

### Első nap
1991. április 5-én a szilárd hajtóanyagú gyorsítórakéták, Solid Rocket Booster(SRB) segítségével Floridából, a Cape Canaveral (KSC) Kennedy Űrközpontból, a LC39–B (LC–Launch Complex) jelű indítóállványról emelkedett a magasba. Az orbitális pályája 93,7 perces, 28,5 fokos hajlásszögű, elliptikus pálya perigeuma 450 kilométer, az apogeuma 462 kilométer volt. Felszálló tömeg indításkor 115 652 kilogramm, leszálló tömeg 86 657 kilogramm. Szállított hasznos teher 17 204 kilogramm

## Hasznos teher
1. A második űrséta alatt az űrhajósok a jövőbeli űrállomás (Nemzetközi Űrállomás) építésének technológiáját tesztelték. Legfőképp a kézzel végzendő szerelések feltétételeit (védőkesztyű, eszközök alkalmazhatósága, Canadarm lehetőségei, szerkezetek mozgatása).A Portable Data Acquisition Package (PDAP)  adatrögzítő eszköz információkat gyűjtött az űrruha viselkedéséről, a kifejtett erőkről- és nyomatékokról.
2. Ascent Particle Monitor (APM) – a nyitott raktért érő sugárzásfajták mérése.
3. Space Station Heat Pipe Advanced Radiator Element-II (SHARE-II) – egy teljes körű hőcserélő rendszerrel.
4. Protein Crystal Growth (PCG) – orvosbiológiai anyagok feldolgozása.
5. BioServe ITA Materials Dispersion Apparatus (BIMDA) – folyadékok kísérlete, több mint 150 mintát kevert (kristálynövesztés)
6. Radiation Monitoring Equipment-III (RME-III) – sugárzás ellenőrző berendezések az űreszköz minden pontján.
7. Shuttle Amateur Radio Experiment (SAREX) – kapcsolat amatőr rádiósokkal a világ minden részéről.
8. Air Force Maui Optikai Site (AMOS) – radar- és optikai megfigyelés lehetősége, eszközök kalibrálása.

### Compton űrtávcső
A tehertérben rögzített Compton űrtávcső (GRO, CGRO) nagy nyereségű antennáját űrséta alkalmazásával, csomagolt állapotából kibontották. A Canadarm (RMS) manipulátor kar segítségével, a harmadik napon a kiképzett legénység pályairányba állította. A Hubble űrtávcső után a CGRO volt a második nagy obszervatórium, amit elhelyeztek a világűrben. A nagy energiájú gammaforrásokat vizsgáló távcső 15,876 tonnájával az addig pályára állított legnehezebb űreszközök egyike volt. Szolgálati idejét 2 évre tervezték.

### Űrséták
1985. április 16-án, az STS–51–D űrhajósai által végrehajtott űrséta után az első hasonló űrtevékenység volt.
(zárójelben a dátum és az időtartam)
- EVA 1: Ross és Apt (1991. április 7., 4 óra 26 perc) – antenna kibontás
- EVA 2: Ross és Apt (1991. április 8., 5 óra 47 perc) – szerelési gyakorlatok végzése

### Ötödik nap
1991. április 11-én Kaliforniában az Edwards légitámaszponton (AFB) szállt le. Összesen 5 napot, 23 órát, 32 percet és 44 másodpercet töltött a világűrben. 3 952 972 kilométert (2 487 075 mérföldet) repült, 93 alkalommal kerülte meg a Földet. Egy különlegesen kialakított Boeing 747 tetején április 18-án visszatért kiinduló bázisára.

## Személyzet
(zárójelben a repülések száma az STS–37 küldetéssel együtt)
- Steven Nagel (3), parancsnok
- Kenneth Cameron (1), pilóta
- Jerry Ross (3), küldetésfelelős
- Jerome Apt (1), küldetésfelelős
- Linda Godwin (1), küldetésfelelős

### Visszatérő személyzet
- Steven Ray Nagel (3), parancsnok
- Kenneth Cameron (1), pilóta
- Jerry Lynn Ross(3), küldetésfelelős
- Jerome Apt (1), küldetésfelelős
- Linda Godwin (1), küldetésfelelős